# Nicola Tagger
Nicola Tagger (Pazardžik, ...) è un tenore bulgaro.

## Biografia
Il tenore Nicola Tagger si è distinto per le sue eclettiche qualità vocali e musicali e per la sua prestanza fisica e padronanza nel cantare in varie lingue. Tre sono i paesi che hanno influenzato la sua arte e la sua personalità: la Bulgaria, paese di nascita (a Pazardžik), Israele, dove emigrò (visse e lavorò in un kibutz) e l'Italia, dove si stabilì definitivamente e dove tuttora vive a Milano.
Iniziò a Tel Aviv i suoi studi e li completò a Milano con il maestro Binetti. 
Ha debuttato a Roma nel 1956 in una stagione minore come duca di Mantova in "Rigoletto", la sua opera più eseguita con circa trecento recite in tutto il mondo. Notato dalla direzione del teatro dell'opera di Roma, pochi mesi dopo cantò già nel suddetto teatro in "Madama Butterfly" con Rina Gigli, figlia di Beniamino Gigli.
Ha cantato in tutti i maggiori teatri d'Italia: da La Scala di Milano al Comunale di Firenze, dal San Carlo di Napoli alle terme di Caracalla a Roma e in tutti i teatri più importanti d'europa e in molti teatri del mondo.
Il suo repertorio comprende circa ottanta opere ed un numero rilevante di musiche concertistiche, sinfoniche e da camera.
Nicola Tagger è stato il primo tenore a riesumare opere come "Maria di Rohan" e "Maria Stuarda" di Donizetti, "Otello" di Rossini al festival di Wexford, "Zelmira" dello stesso compositore, "Benvenuto Cellini" di Berlioz in Italia, "Mitridate re di Ponto" di Mozart in Germania così come "Deidamia" di Händel e ancora "I soldati" di B.A.Zimmerman. 
Nel 1967 Cellini ricompare in Italia: è il San Carlo di Napoli, attivamente impegnato in quegli anni a riportare in vita il coevo melodramma italiano, a raccogliere la sfida.
Il Cellini scelto è Nicola Tagger, volenteroso tenore bulgaro di formazione italiana, dotato di una terza acuta facile e svettante, spesso impegnato in Italia nei ruoli “impossibili” dell'operismo romantico (privi all'epoca di veri specialistici). Sebbene ci siano state interpretazioni migliori, il grande tenore bulgaro è ben riuscito a interpretare il ruolo del Cellini, raccogliendo il plauso della critica
| Controllo di autorità | VIAF (EN) 1512152261519617180009 · ISNI (EN) 0000 0000 2655 2517 · GND (DE) 1155331621 |